# Jean Patry
Jean Mathias Gérard Patry (ur. 27 grudnia 1996 w Montpellier) – francuski siatkarz, reprezentant Francji, grający na pozycji atakującego. 
Jego ojciec Christophe, również był siatkarzem.
Podczas Gali Polskiej Ligi Siatkówki 2024 został najlepszym obcokrajowcem sezonu 2023/2024 PlusLigi.

## Sukcesy klubowe
Puchar Challenge:
- 2021

Liga polska:
- 2024[6]

Liga Mistrzów:
- 2024[7]

Klubowe Mistrzostwa Azji:
- 2024[8]

Liga turecka:
- 2025[9]

## Sukcesy reprezentacyjne
Mistrzostwa Europy Juniorów:
- 2014[10]

Liga Narodów:
- 2022[11], 2024[12]
- 2018
- 2021

Igrzyska Olimpijskie:
- 2020, 2024[13]

## Nagrody indywidualne
- 2018: Najlepszy atakujący Memoriału Huberta Jerzego Wagnera
- 2020: Najlepszy atakujący Kontynentalnych kwalifikacji do Letnich Igrzysk Olimpijskich 2020
- 2021: MVP turnieju finałowego Pucharu Challenge
- 2022: Najlepszy atakujący turnieju finałowego Ligi Narodów
- 2024: Najlepszy atakujący turnieju finałowego Ligi Narodów[14]
- 2024: Najlepszy atakujący Igrzysk Olimpijskich w Paryżu[15]
- 2024: Najlepszy atakujący Klubowych Mistrzostw Azji[16]

## Odznaczenia
- Chevalier Orderu Legii Honorowej – 2021[17]
- Officier Orderu Narodowego Zasługi – 2024[18]